# Далфсен
Далфсен (нидерл. Dalfsen) — община в Нидерландах.

## География
Община Далфсен находится в восточной части Нидерландов, в провинции Оверэйсел, между городами Зволле и Оммен, на реке Фехте. Через городок Далфсен проходит железнодорожная линия Зволле-Эммен. Община состоит из следующих городов и поселений:
- Далфсен (8.000 жителей)
- Ньивлёсен (6.000)
- Лемелевельд (3.200)
- Хонхорст (менее 1.000)
- Оудлейзен (менее 1.000)

Не менее 1/3 от числа всех жителей проживает в небольших крестьянских хозяйствах на хуторах. Основой для доходов местного населения является сельское хозяйство.

## История
Местечко Далфсен впервые письменно упоминается в 1231 году. В 1320 здесь, в лесном массиве, был построен замок Рехтерен, принадлежащий уже на протяжении более чем 600 лет графам цу Рехтерен-Лимпург. Одной из достопримечательностей Далфсена многие годы было огромное каштановое дерево. Этот каштан простоял на берегу реки Фехта несколько столетий, и являлся отметкой и предостережением для жителей на случай наводнений. Если при паводке или после обильных дождей воды Фехты достигали ствола каштана — людям следовало быть готовыми к затоплению их домов и угодий. В XIX веке на Фехте, во избежание наводнений, были построены плотины.